# Diederich Franz Leonhard von Schlechtendal
Diederich Franz Leonhard von Schlechtendal, född 27 november 1794 i Xanten, död 12 oktober 1866 i Halle an der Saale, var en tysk botaniker.
Schlechtendal blev medicine doktor 1819, extra ordinarie professor i Berlin 1827 och ordinarie professor och föreståndare för botaniska trädgården i Halle an der Saale 1833. Han var uteslutande en deskriptiv botaniker och bearbetade flera större exotiska växtsamlingar, såsom från Friedrich Sellows resor i Brasilien, från Christian Julius Wilhelm Schiedes och Ferdinand Deppes i Mexiko och från Adelbert von Chamissos världsomsegling. 
Schlechtendal uppsatte 1826 tidskriften "Linnæa", som han utgav till sin död, och var jämte Hugo von Mohl från 1843 redaktör av "Botanische Zeitung".
Auktorsnamnet Schltdl. kan användas för Diederich Franz Leonhard von Schlechtendal i samband med ett vetenskapligt namn inom botaniken; se Wikipediaartiklar som länkar till auktorsnamnet.